# 克雷塔福拉塔山

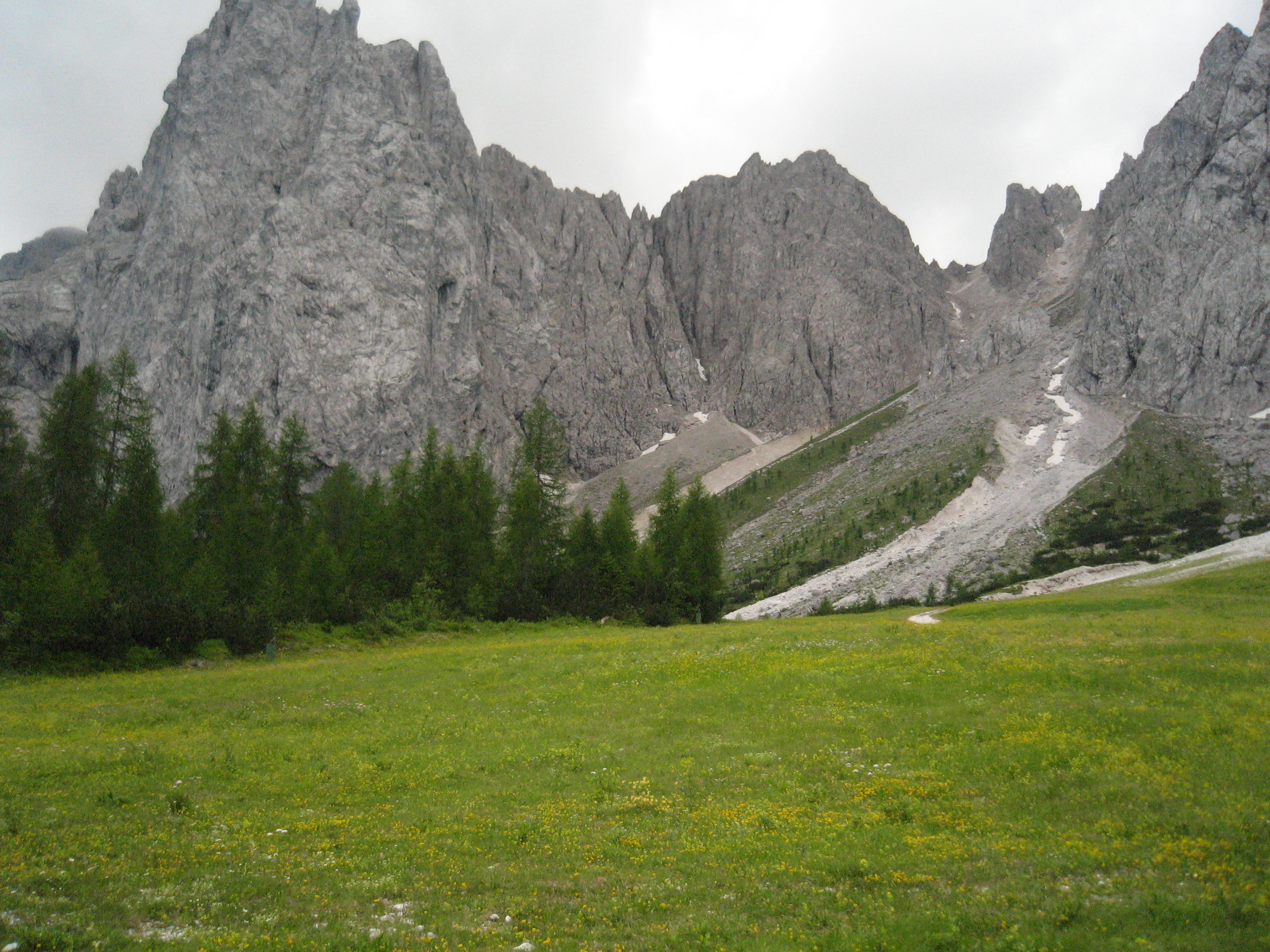

46°32′N 12°44′E / 46.533°N 12.733°E
克雷塔福拉塔山（義大利語：Creta Forata），是意大利的山峰，位於該國東北部，屬於卡爾尼克阿爾卑斯山脈的一部分，海拔高度2,462米，每年平均降雨量2,030毫米，山體由石灰岩組成。